# Millrose Games

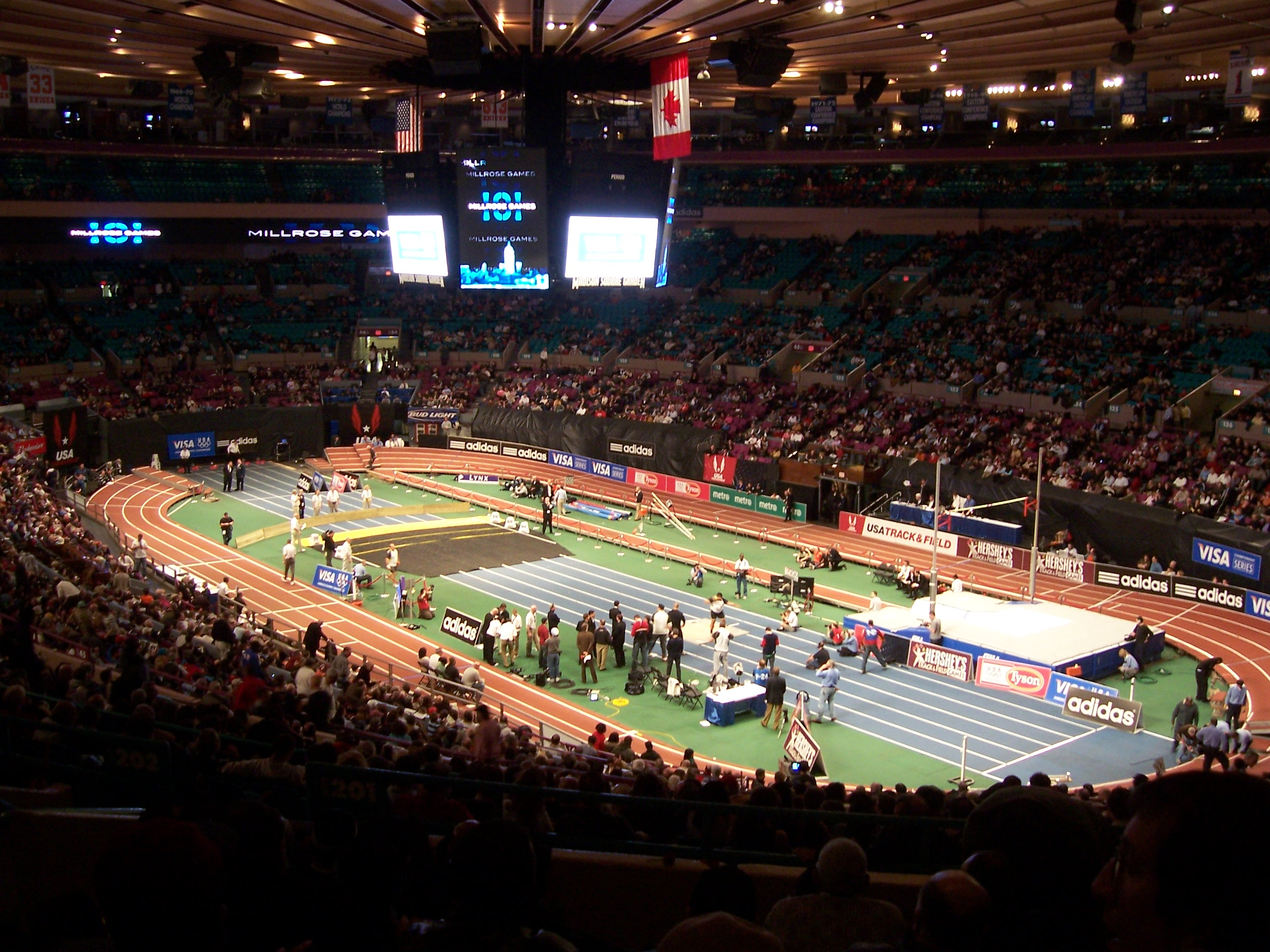
Zawody w 2008.

Millrose Games – halowy mityng lekkoatletyczny zaliczany do cyklu IAAF Indoor Permit Meetings. Zawody odbywały się rokrocznie od 1914 do 2011 w nowojorskiej Madison Square Garden. Od 2012 miejscem rozegrania mityngu będzie nowojorska hala Armory Center. Historia zawodów zaczyna się w roku 1908. Impreza organizowana jest zazwyczaj w piątek na przełomie stycznia i lutego. W zawodach biorą udział czołowi lekkoatleci. Na listach startowych zawodów znalazły się takie nazwiska jak Carl Lewis, Siergiej Bubka czy Jelena Isinbajewa.